# Parafia św. Andrzeja Apostoła w Polnej
Parafia św. Andrzeja Apostoła w Polnej – parafia znajdująca się w diecezji tarnowskiej w dekanacie grybowskim. Jest to województwo małopolskie, powiat nowosądecki, gmina Grybów. Parafię prowadzą księża diecezjalni.

## Patroni
Patronami parafii są:
- św. Andrzej Apostoł
- Matka Boża Wspomożenia Wiernych
- bł. ks. Jan Balicki

## Odpust
- 24 maja – NMP w tajemnicy Wspomożenia Wiernych
- Sobota przed I niedz. Adwentu – św. Andrzeja Ap.

## Historia

### Dzieje parafii
Parafia w Polnej istniała prawdopodobnie od II poł. XIV wieku. Istnienie parafii poświadczają też watykańskie wykazy świętopietrza. Miejscowa parafia posiada kopię dokumentu erekcyjnego z dnia 24 listopada 1297 r., w którym kościół funduje Wiślaw z Melsztyna – nie wiadomo, czy ten dokument jest prawdziwy. Kościół św. Andrzeja Apostoła – drewniany o cechach późnogotyckich, powstał z fundacji Gładyszów w połowie XVI wieku, został wzniesiony w miejscu pierwotnego, ufundowanego w 1297 jak wzmiankuje Jan Długosz w Liber beneficiorum: „Villa habens in se ecclesiam parochialem, Sancto Andreae dicatam...”. Kościół znajduje się na szlaku architektury drewnianej województwa małopolskiego. Przy kościele istniała od ok. 1513 r. szkoła parafialna, istnienie szkoły potwierdza wizytacja radziwiłłowska z roku 1596. Parafia posiadała własne role i łąki, tzw. plebańskie. Dziesięcinę snopową pobierała w 1529 roku nadal z folwarku rycerskiego, a prócz tego tzw. meszne i mensalia ze wsi Wyskitnej. Dziesięcinę pieniężną z łanów kmiecych płacono natomiast na rzecz biskupstwa krakowskiego.
W Polnej od 1892 r. posługiwał jako wikariusz bł. ks. Jan Balicki. W 2002 roku został beatyfikowany przez papieża Jana Pawła II. Była to jego pierwsza i jedyna parafia, gdzie pełnił posługę duszpasterską. W jego procesie beatyfikacyjnym zeznawali m.in. parafianie z Polnej.

### Przynależność parafii
Parafia w swoich dziejach zmieniała swoją przynależność do diecezji i dekanatów. Wybudowany kościół miał być początkowo filią do parafii Szalowa. Od początku istnienia parafia Polna należała do diecezji krakowskiej w metropolii gnieźnieńskiej (dekanat?), następnie od ok. 1448 r. (XV w.) należała do dekanatu bobowskiego (Bobowa) w archidiakonacie sądeckim. Po powołaniu do istnienia diecezji tarnowskiej (metropolia lwowska) przez papieża Pius VI w 1786 r. parafia została do niej włączona. W 1805 bulla Piusa VII zniosła diecezję tarnowską i przeniosła do diecezji kieleckiej. W tym samym roku Pius VII, podzielił terytorium diecezji tarnowskiej między dwa biskupstwa: krakowskie i przemyskie. Oba papieskie rozporządzenia weszły w życie 17 września 1807 r., wtedy też parafia przeszła do diecezji przemyskiej (metropolia lwowska), dekanatu bieckiego. W 1903 mocą dekretu biskupa przemyskiego Józefa Sebastiana Pelczara Polna zmieniła przynależność na dekanat rzepiennicki ( w Rzepienniku Biskupim), zaświadcza to także wizytacja z 22 i 23 czerwca 1904 r. przeprowadzona przez biskupa pomocniczego przemyskiego Karola Józefa Fischera, który wizytował nowy dekanat. 28 października 1925 parafię przeniesiono z całym dekanatem do diecezji tarnowskiej. 8 września 1928 biskup diecezjalny tarnowski Leon Wałęga zmienił przydział parafii do dekanatu grybowskiego (nowo powstały), gdzie pozostaje.

### Terytorium parafii
Do parafii należą miejscowości: Polna i Wyskitna (część). Wcześniej do parafii należała cała miejscowość Wyskitna oraz Bugaj i Berdechów (kiedyś osobne jednostki, dziś jedna wieś Wyskitna).

### Kult w parafii
W parafii czczona jest Matka Boża Wspomożenia Wiernych w poleńskim XVI-wiecznym wizerunku. W 1967 r. późnorenesansowy obraz Matki Bożej z Polnej (Poleńskiej) został odkryty z pod przemalowań i poświęcony przez bpa tarnowskiego Jerzego Ablewicza, który wówczas nadał Madonnie tytuł: Wspomożenie Wiernych. Dekret powizytacyjny jako słynący łaskami wymienia tenże wizerunek z: „...głównego ołtarza, w którym znajduje się piękny obraz Matki Bożej łaskami słynący” (Tarnów, kwiecień 1968). Kult maryjny przejawia się szczególnie podczas odpustu parafialnego związanego z tym wizerunkiem – tytułem, obchodzonym w niedzielę około 24 maja (wspomnienie liturgiczne NMP Wspomożycielki), w środowych nowennach (z odczytaniem intencji) do Matki Bożej z Mszą nowennową oraz w nabożeństwach I-szych sobót miesiąca i nabożeństwach fatimskich.

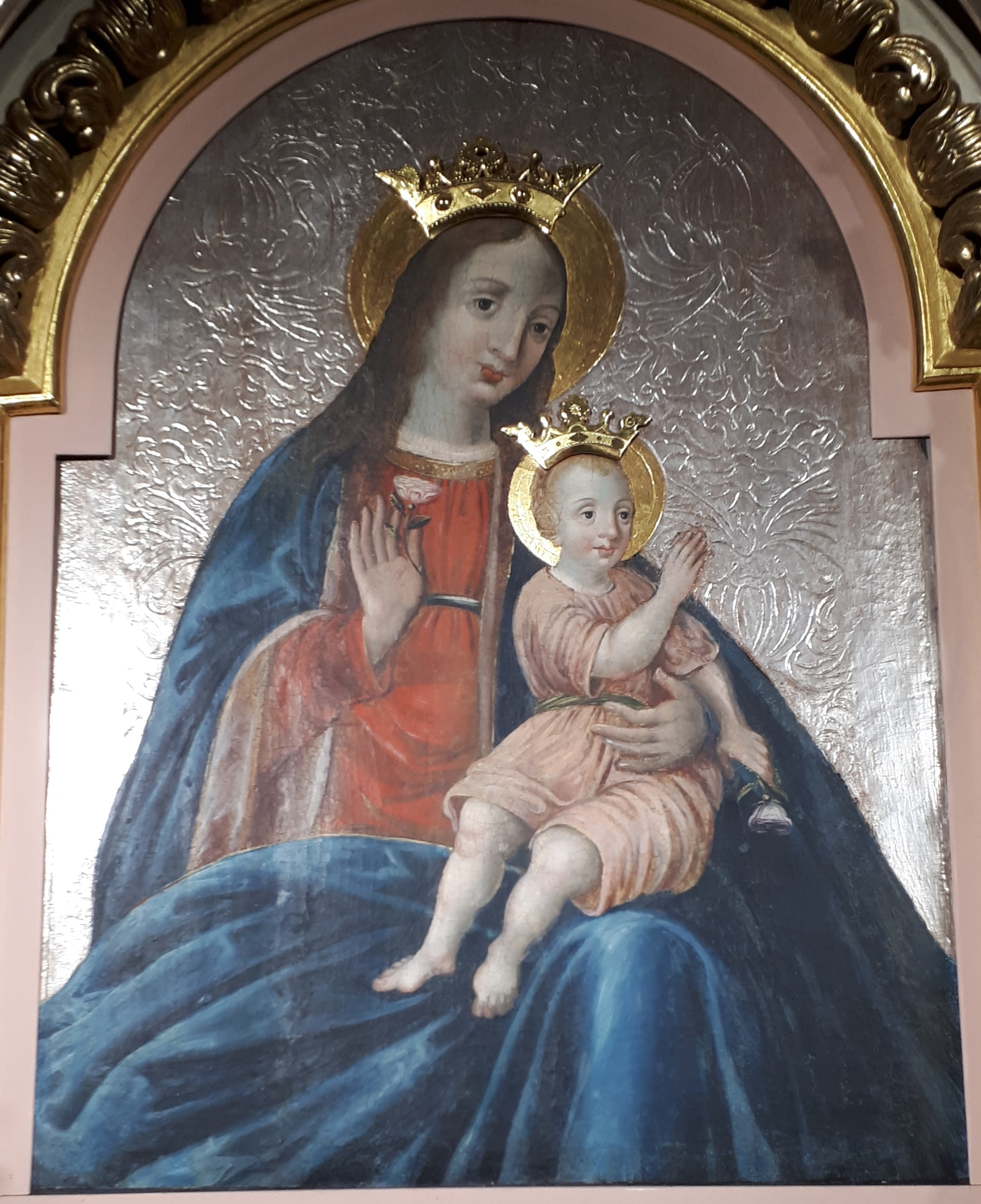
Obraz Matki Bożej Wspomożycielki z Polnej
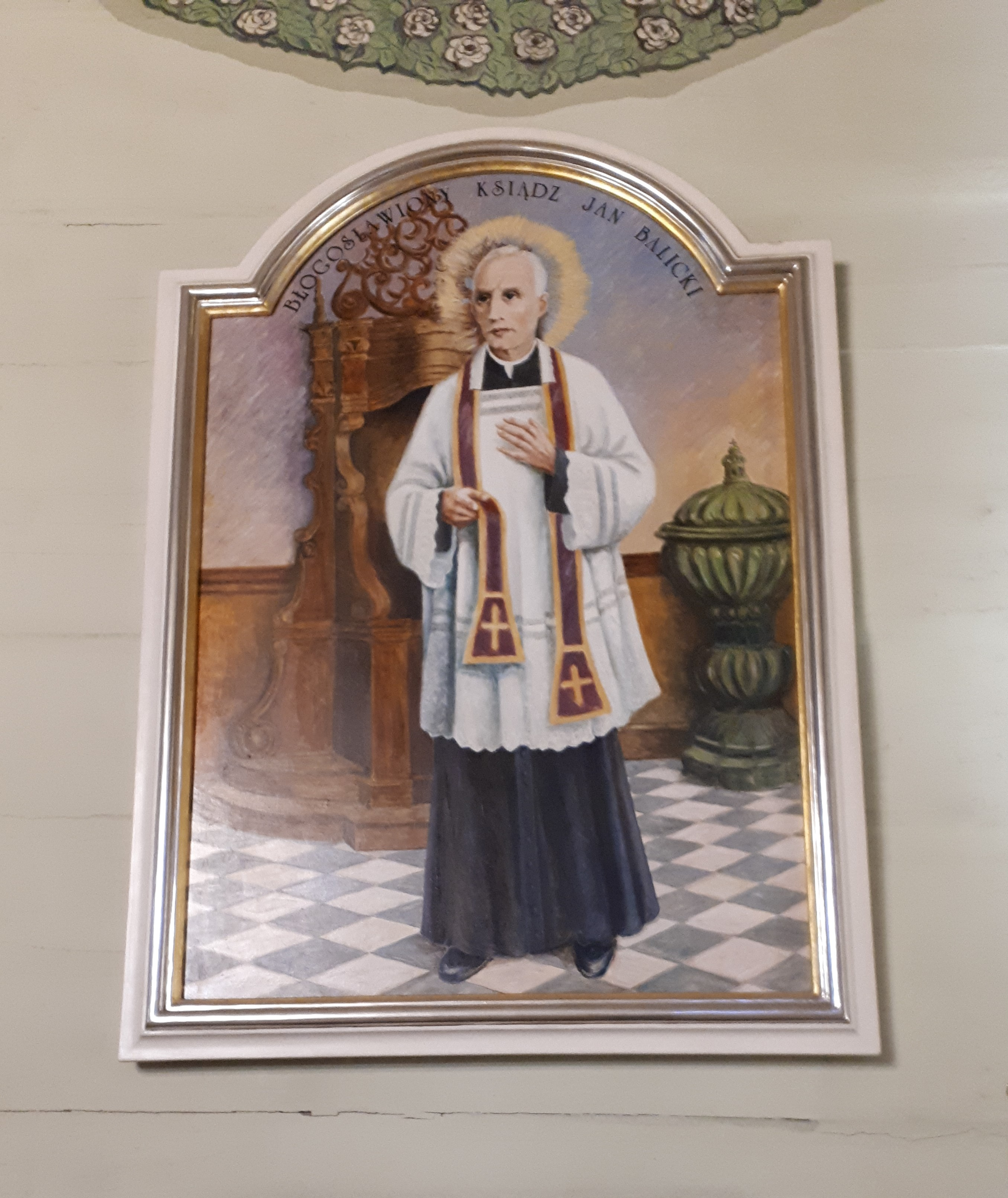
bł. ks. Jan Balicki – obraz z kościoła w Polnej

Parafia Polna jest jednym z miejsc kultu bł. ks. Jana Balickiego (byłego wikariusza tej parafii). Obok obrazu bł. Jana w bocznym ołtarzu Serca Jezusowego umieszczone są jego relikwię. W każdy 3. (lub 4.) piątek miesiąca przy relikwiach odbywa się nabożeństwo o uzdrowienie i uwolnienie przez jego wstawiennictwo z odczytaniem intencji. Na kanale Synajtv (youtube) znajduje się film dokumentalny o życiu i kulcie bł. Jana Balickiego (w Polnej) – tutaj

## Proboszczowie
Parafią poleńską administrowali m.in. (proboszczowanie, administratorzy):
- ks. Piotr Abram (od 8 sierpnia 2020)[27]
- ks. Władysław Szczerba (28 czerwca 1996 – 8 sierpnia 2020)[a][28]
- ks. Stanisław Pałka (1994–1996)[b][29]
- ks. Stanisław Szałda (1989–1994)[c]
- ks. Florian Janas (1965–1989)[d][21][30]
- ks. Jan Zięba (1953–1965)[e]
- ks. Michał Syzdek (1915–1952)[f][31]
- ks. Dominik Urban (1904–1915)[g][32]
- ks. Michał Jasiński[h][33]
- ks. Dominik Michna[i][34]
- ks. Walenty Brylak[j][35]
- ks. Lew Reichenbach[k][36]
- ks. Jan Lipczyński[37]
- ks. Andrzej Wenc[l][38]
- ks. Wawrzyniec Krutka[m][39]
- ks. Wojciech Kossakiewicz[40]
- ks. Wojciech Waxmundzki[41]
- ks. Jan Dzudzieński[42]
- ks. Wojciech Waxmundzki[43]
- ks. Sebastian Proszowski
- ks. Błażej Rozniatowski[44]
- ks. Wawrzyniec Sokolski[45]

Rodacy parafii: ks. Michał Dziedzic (+2016), ks. Michał Kostrzewa, ks. Jan Witek, ks. Mateusz Dziedzic (misjonarz w Baboua Republice Środkowoafrykańskiej oraz we Francji).

## Stowarzyszenia i grupy religijne działające przy parafii[52]
- ministranci
- lektorzy
- ceremoniarze
- Akcja Katolicka
- Caritas
- schola i zespół młodzieżowy
- psałterzyści
- Dziewczęca Służba Maryjna
- Apostolska Grupa Młodzieży
- róże różańcowe
- Rada Parafialna
- Rada Ekonomiczna